# Sendling-Westpark

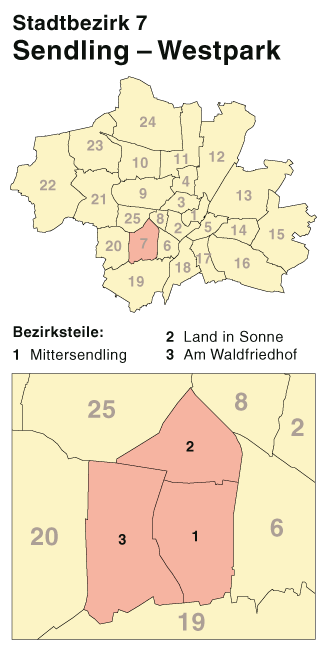
Bezirksteile

Sendling-Westpark ist der Stadtbezirk 7 der bayerischen Landeshauptstadt München.

## Lage
Der Stadtbezirk 7 liegt im Südwesten von München und reicht in der Nord-Süd-Ausdehnung vom Stadtbezirk 8 Schwanthalerhöhe bis nach Obersendling (Stadtbezirk 19 Thalkirchen-Obersendling-Forstenried-Fürstenried-Solln). Die Ostgrenze bildet der Bahnkörper der Bahnstrecke München–Lenggries. Jenseits der Gleise schließt der Stadtbezirk 6 Sendling an, im Westen endet der Bezirk an der Fürstenrieder Straße und Westendstraße, jenseits derer die Stadtbezirke 20 Hadern und 25 Laim liegen.

## Beschreibung
Der Stadtbezirk entstand erst bei der Bezirksreform 1992 aus dem Großteil des aufgelösten Bezirks Waldfriedhofviertel, wobei der Waldfriedhof dem Stadtbezirk Hadern zugeordnet wurde. Ferner erfolgten kleinere Grenzkorrekturen mit den benachbarten Stadtbezirken Sendling und Laim. Namensgebend waren die Anteile Sendlings und der Westpark, der zur Internationalen Gartenbauausstellung 1983 angelegt wurde und heute die größte Grünfläche des Bezirks ist.
Die Flächen des heutigen Sendling-Westparks wurden überwiegend erst nach dem Zweiten Weltkrieg bebaut, zwischen 1950 und 1995 hat sich die Bevölkerungszahl verdoppelt, seitdem findet weiterhin ein überdurchschnittliches Wachstum der Einwohnerzahl statt. Die Bevölkerungszusammensetzung war bis etwa zur Jahrtausendwende etwas älter als der Durchschnitt, der Ausländeranteil lag leicht unter dem Durchschnitt der Stadt. Seitdem fand eine Verjüngung statt, so dass Sendling-Westpark jetzt nach Geschlecht und Alter im Durchschnitt liegt; die neu Zugezogenen sind jedoch häufiger keine deutschen Staatsbürger. Typisch für die Baustruktur des Bezirks sind im südlichen Teil Ein- und Zweifamilienhäuser aus der Zwischenkriegszeit und im Bereich der Hauptverkehrsstraßen Geschosswohnungsbau, meist aus der Zeit nach 1948.
Der Bezirk wird von mehreren Hauptverkehrsstraßen durchzogen, wobei vor allem das quer durch das Viertel verlaufende Teilstück des Mittleren Ringes mit den Enden der A 96 (München–Lindau) und A 95 (München–Garmisch) eine hohe Verkehrs- und Umweltbelastung mit sich bringt. Die Eröffnung der Straßentunnels des Mittleren Rings am Luise-Kiesselbach-Platz und der Heckenstallerstraße im Sommer 2015 trägt zu einer Entlastung bei.

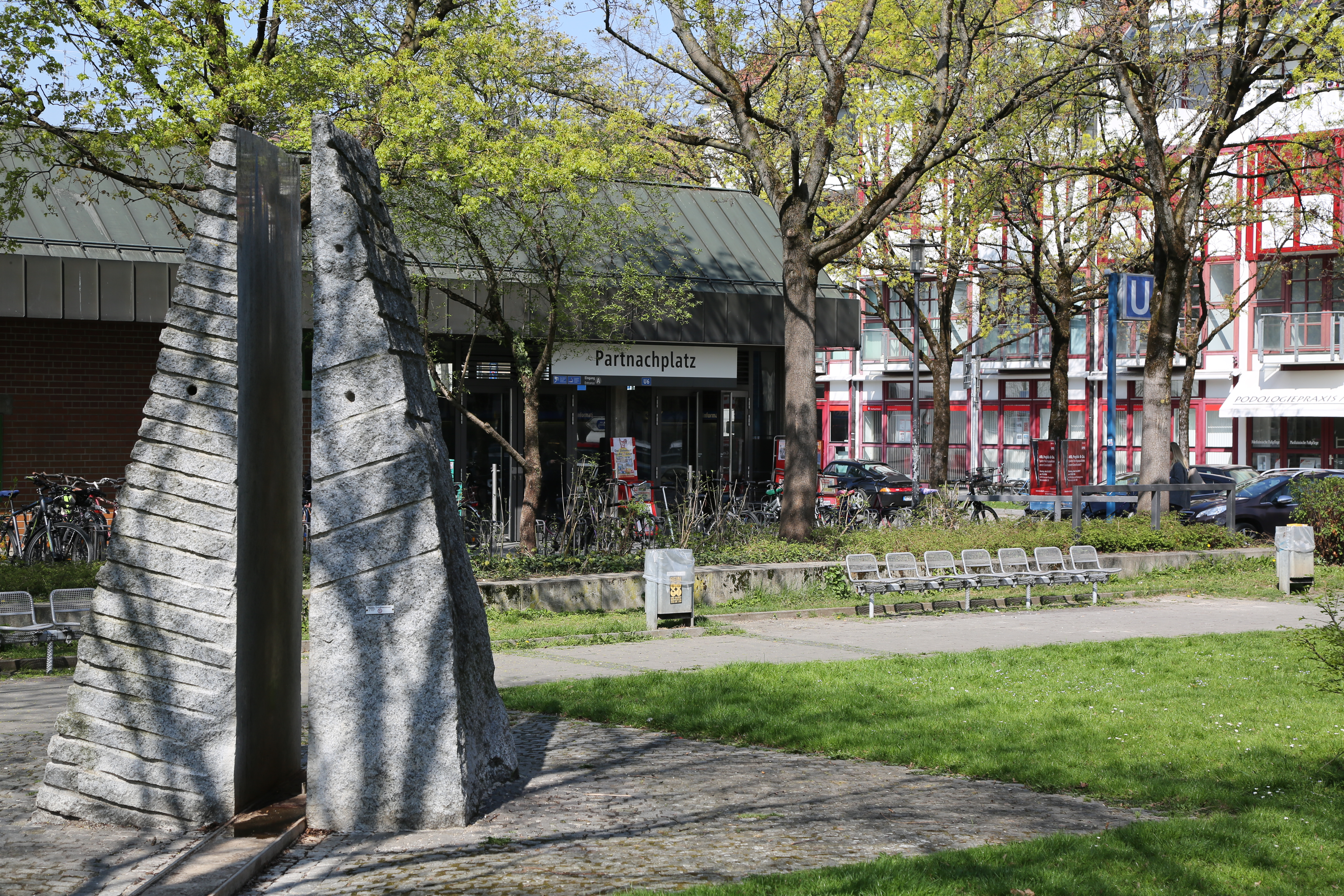
Partnachplatz mit „Partnachklamm“-Brunnen

Als leistungsstarkes öffentliches Verkehrsmittel ist die U-Bahn mit drei Stationen auf der in Richtung Ost-West verlaufenden Linie U6 vertreten. Die Stationen U-Bahnhof Partnachplatz, U-Bahnhof Westpark und U-Bahnhof Holzapfelkreuth wurden 1983 als sogenannte Blumenlinie zur IGA eröffnet. Der Partnachplatz wurde nach der Eröffnung der U-Bahn-Station neu gestaltet und zeigt seitdem einen Brunnen des Bildhauers Alfred Görig, der durch zwei Felsplatten über einem schmalen Wasserlauf die für den Platz namensgebende Partnachklamm darstellt.

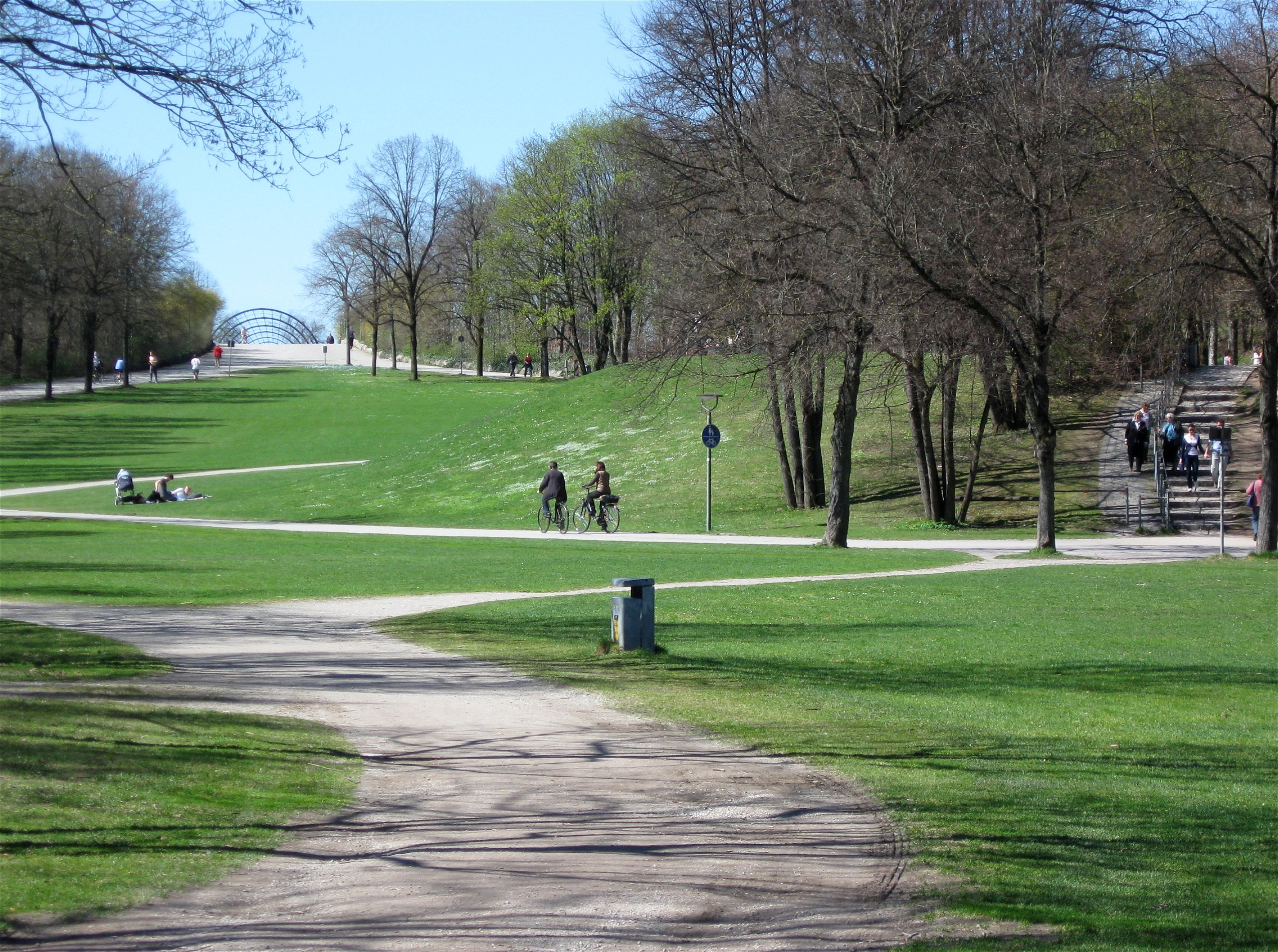
Im Westpark (östlicher Teil)

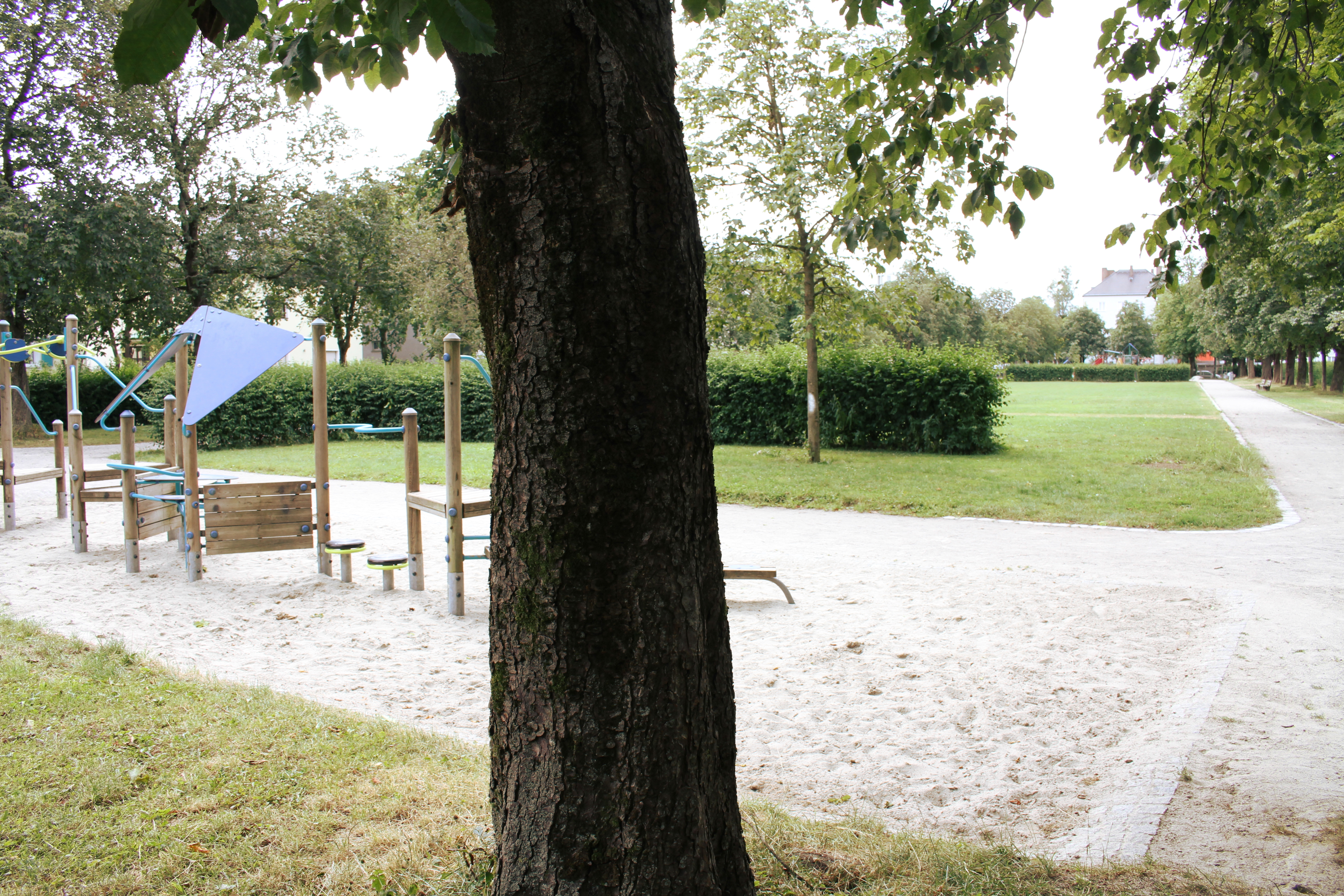
Eichendorffplatz, ein Quartiersplatz im Stadtbezirk

Zugleich verfügt der Bezirk über einen hohen und gut verteilten Anteil an Grünflächen. Neben dem namensgebenden Westpark gehören dazu ein großer Teil des Sendlinger Waldes und die Kleingartenanlage „Land in Sonne“, die auch namensgebend für einen Bezirksteil ist, sowie die Sportflächen von zwei Bezirkssportanlagen und mehrere kleinere Quartierparks. Im Zuge der Tunnelbauprojekte entstanden bis 2017 mit dem Heckenstallerpark und die Neugestaltung des Luise-Kiesselbach-Platz weitere Grünanlagen im Stadtbezirk.
Im Nord-Westen des Stadtbezirks liegen auf dem ehemaligen Gelände der Heilanstalt Neufriedenheim verschiedene Bildungseinrichtungen, darunter die beiden einzigen Gymnasien des Bezirks: Das Ludwigsgymnasium und das Erasmus-Grasser-Gymnasium. Ein weiterer Ausbau zum Bildungscampus Westpark ist in Planung. Daneben gibt es zwei Grundschulen und eine Hauptschule in Sendling-Westpark. Darunter sind zwei griechische Schulen, in denen nach dem griechischen Lehrplan und in griechischer Sprache unterrichtet wird.
Die im nördlichen Bereich des Westparks gelegene Rudi-Sedlmayer-Halle, in der früher zahlreiche kulturelle und sportliche Veranstaltungen stattfanden, war von 2003 bis 2011 stillgelegt, und ist seitdem, zunächst unter dem Namen Audi Dome, seit 2023 unter dem Namen BMW Park Spielort der FC Bayern Basketballer. Außerdem liegt im Stadtbezirk auf einem ehemaligen Gewerbegelände an der Hansastraße das Jugendkulturzentrum Feierwerk mit stadtweitem Einzugsgebiet.

## Geschichte
Die Flur des heutigen Sendling-Westparks gehörte ursprünglich zur Sendlinger Haide, die sich zwischen dem Forstenrieder Park und der Stadt München erstreckte. Vor dem Zweiten Weltkrieg lagen im heutigen Stadtbezirk nur weniger Baugebiete, die von den benachbarten Siedlungskernen in die landwirtschaftlich genutzten Flächen wuchsen.

### Vor 1900
Die Anfänge der Besiedlung des späteren Stadtbezirks liegen alle knapp außerhalb der heutigen Grenzen. Dazu gehören die jungsteinzeitlichen Gräber (2000 v. Chr.) und die keltischen Gräber an der damaligen Isarhangkante, die der Sippe des Sentilo zugeordnet werden, der als Namensgeber Sendlings gilt.
Erst im 17. Jahrhundert entwickelte sich Mittersendling mit zwei Edelsitzen (Hofmarken) unmittelbar an der Ost-Grenze des heutigen Sendling-Westparks: Neuhofen und der Castellhof zu Sendling. Dazu kam ebenfalls in Mittersendling die Kirche St. Dionys (heute St. Achaz). Innerhalb der Grenzen des heutigen Sendling-Westparks lagen landwirtschaftliche Flächen und Wälder, die von diesen Siedlungen bewirtschaftet wurden. Noch 1760 war nur ein einziges Anwesen auf der Sendlinger Haide steuerpflichtig.
Das änderte sich erst langsam nach dem Bau der Bahnstrecke München–Lenggries, deren hier verlaufender Abschnitt 1845 den Betrieb aufnahm.

### 20. Jahrhundert
Wie in ganz München erfolgte auch im Südwesten in der sogenannten Prinzregentenzeit um die Wende zum 20. Jahrhundert ein Ausbau der Siedlungen. Im Nordwesten des heutigen Gebietes wurde die damals noch abgelegene Heilanstalt Neufriedenheim errichtet, südlich davon entstand die Ausflugsgastwirtschaft Holzapfelkreuth. Kurz nach der Jahrhundertwende wurde der Waldfriedhof angelegt, der heute unmittelbar außerhalb des Bezirks liegt, aber die bauliche Entwicklung des südwestlichen Stadtbezirks stark geprägt hat. Ebenfalls in dieser Zeit entstand an der Hansastraße ein Gewerbegebiet, das vom Westend und dem Güterbahnhof am heutigen Heimeranplatz ausging. Nach dem Ersten Weltkrieg errichteten Kriegsversehrte die Kriegersiedlung, die heute als Denkmalensemble geschützt ist. In ihrer Nähe an der zentralen Kreuzung des Bezirks wurde in den 1920er Jahren zunächst auf freiem Feld das Altenheim St. Josef von dem Architekten Hans Grässel errichtet, mit eigener Kirche und markanten Türmen. Von 1935 bis 1938 wurde am Beginn der für die Olympischen Winterspiele 1936 in Garmisch-Partenkirchen angelegten Olympia-Straße (heute A95) die Großsiedlung Oberland gebaut. Die Pläne stammten von den jungen Architekten-Brüdern Franz und Sep Ruf sowie Hans Holzbauer.
Nach dem Zweiten Weltkrieg entstanden im Rahmen des Wiederaufbaus und für die Ansiedlung von Vertriebenen großflächige Anlagen in einfachster Bauweise durch städtische Wohnbaugesellschaften und mehrere einfache oder gehobenere Einfamilienhaussiedlungen. Der prominenteste Bewohner war Franz Josef Strauß, der von 1978 bis zu seinem Tod 1988 im heutigen Sendling-Westpark lebte. In den folgenden Jahrzehnten wurden die Flächen zwischen der bis dahin überwiegend an den Verkehrsachsen konzentrierten Häusern bebaut. Große Gewerbeflächen entstanden an der Albert-Roßhaupter-Straße und an der Westendstraße.
In den 1980er Jahren wurden zwei der letzten großen Sozialsiedlungen in Sendling-Westpark errichtet. Die Siedlung am Gottfried-Böhm-Ring und der Landaubogen (ehemals Leonhard-Moll-Bogen).

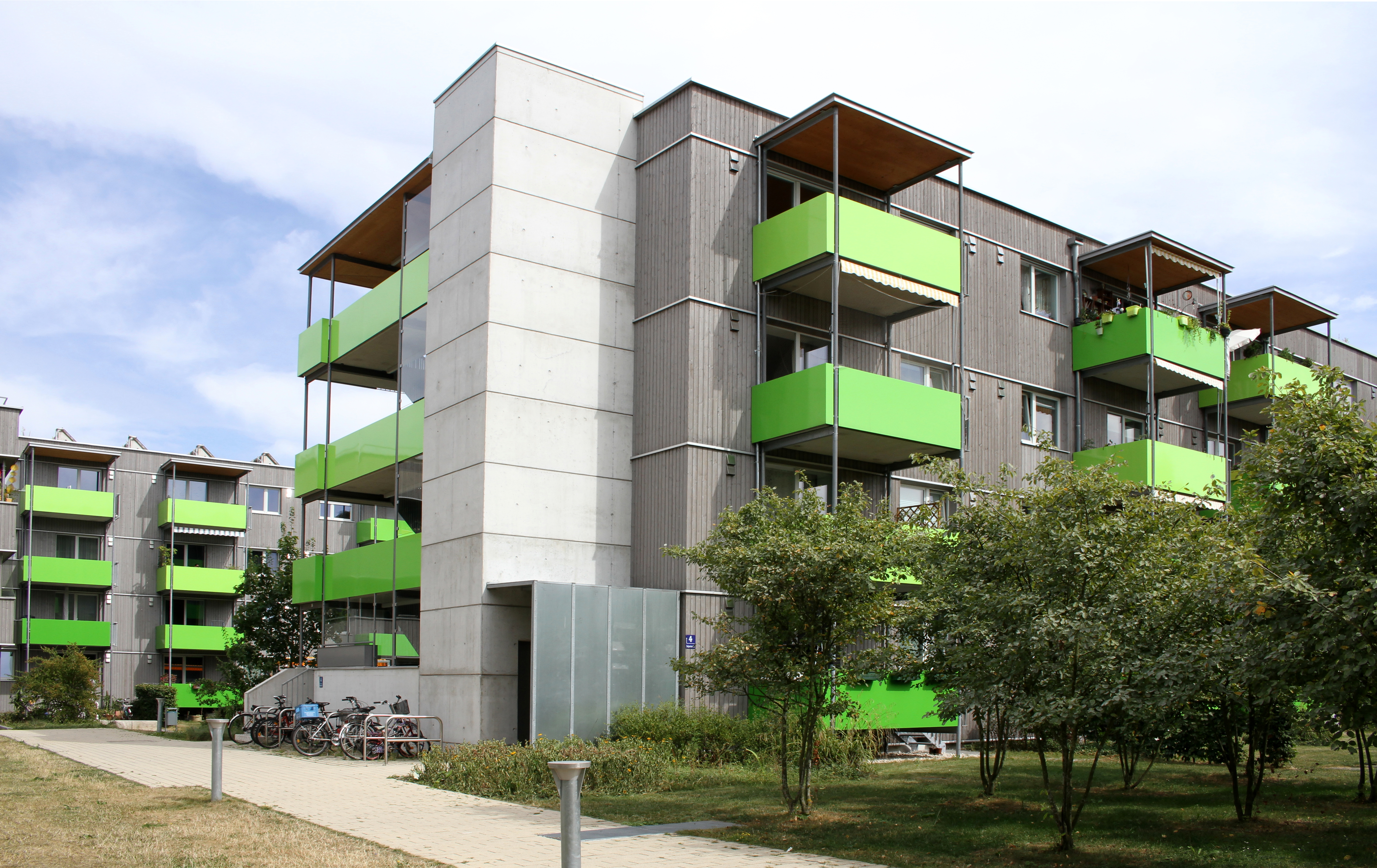
Sanierte Anlage der GWG

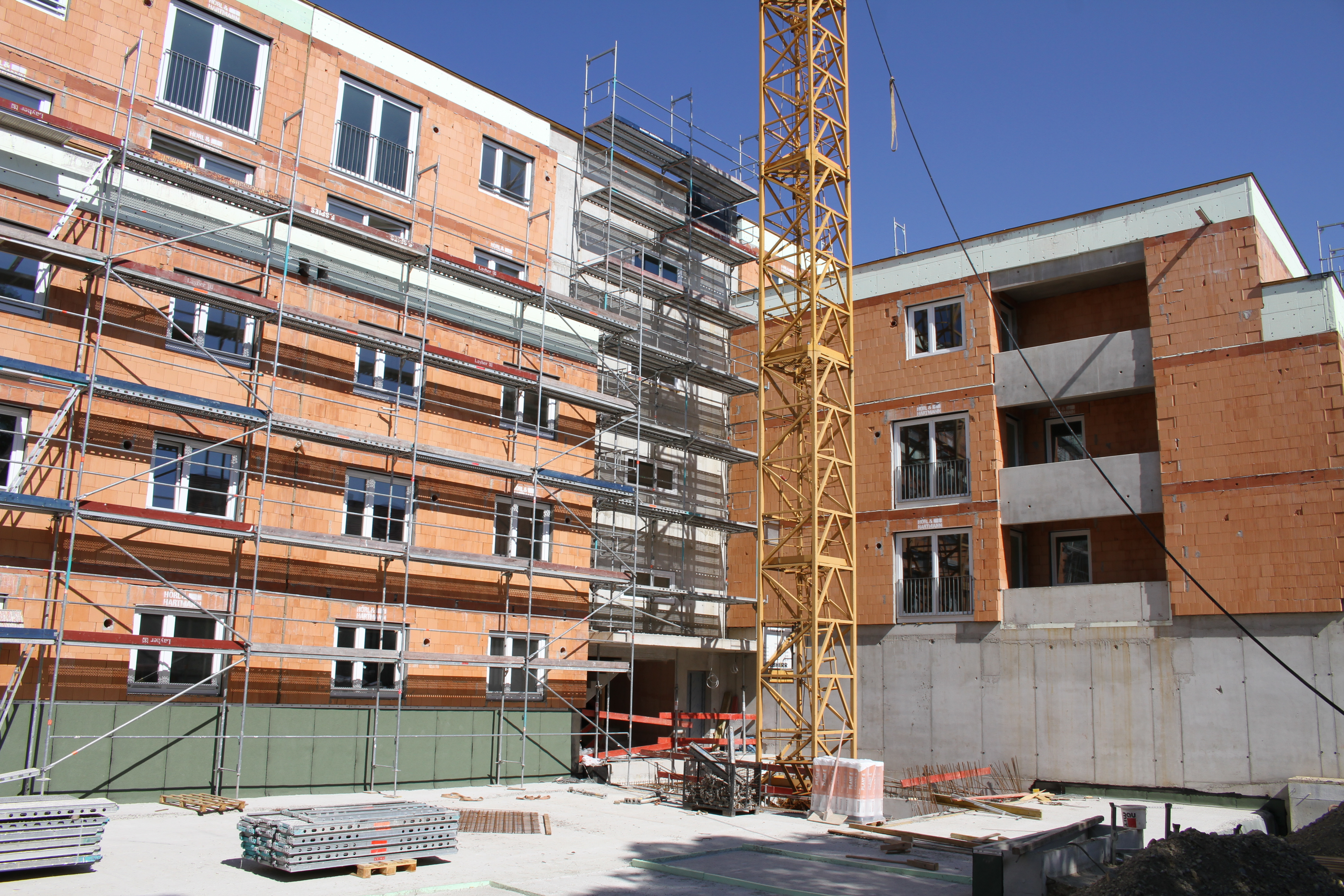
Abriss und Neubau einer Wohnanlage der GEWOFAG

### Weitere Entwicklung

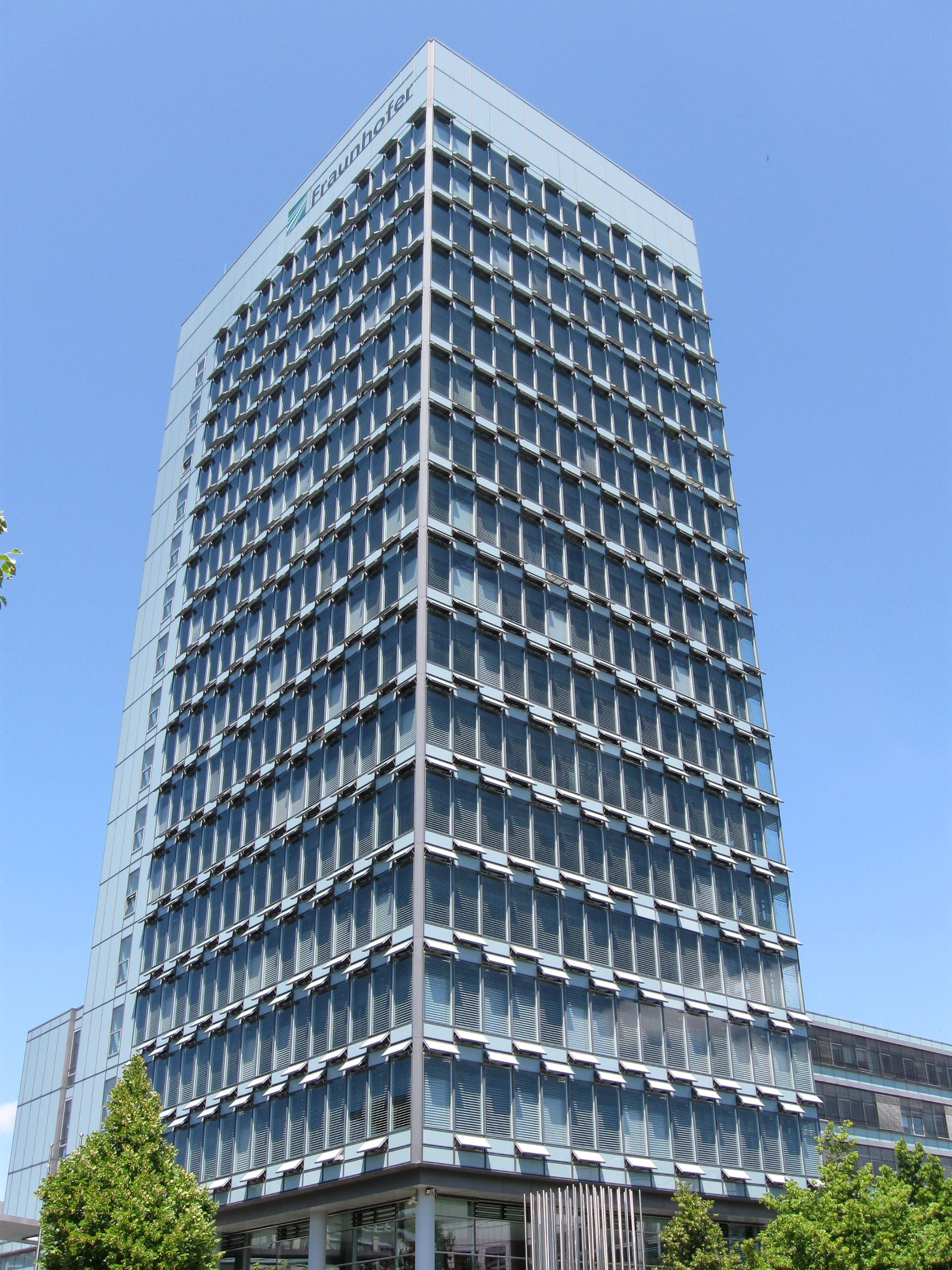
Fraunhofer-Haus

Verstärkt nach der Jahrtausendwende kommt es zur Nachverdichtung und der Umwandlung von Gewerbeflächen in Wohnen. Letzteres ist der bestimmende Faktor in der Entwicklung des Bezirks, findet aber in kleinerem Rahmen statt als im benachbarten Obersendling. Die besonders einfachen Wohnblöcke der Nachkriegszeit werden entweder saniert und dabei teilweise erweitert oder aber abgerissen und verdichtet neu gebaut.
Die Stadtpolitik befürchtete, dass nach den Tunnelbauten die einfachen Wohnlagen des Stadtbezirks aufwändig saniert und zu erheblich höheren Preisen vermietet würden. Um eine Verdrängung der eingesessenen Mieter zu vermeiden, erließ der Stadtrat im Januar 2016 gegen die Stimmen von CSU, FDP, Piraten und der Gruppierung Alfa eine Erhaltungssatzung für ein zusammenhängendes Gebiet innerhalb des Mittleren Rings entlang der Hansastraße und der Albert-Roßhaupter-Straße.

## Kultur

### Schulen
- Grundschule an der Konrad-Celtis-Straße: Staatliche Schule mit Mittagsbetreuung. Zusammenarbeit mit der städtischen Schule für Phantasie.
- Grundschule Werdenfelsstraße

- Grund- und Mittelschule Fernpassstraße

- Erasmus-Grasser-Gymnasium
- Ludwigsgymnasium München

- ICP mit Integrativer Grundschule, Förderschule und Berufsschule
- Staatliche Förderschule – Schule zur Förderung

- Internationale Schule für Schauspiel und Acting: Private, staatlich genehmigte Berufsfachschule.

## Verwaltung, Wirtschaft, weitere Einrichtungen

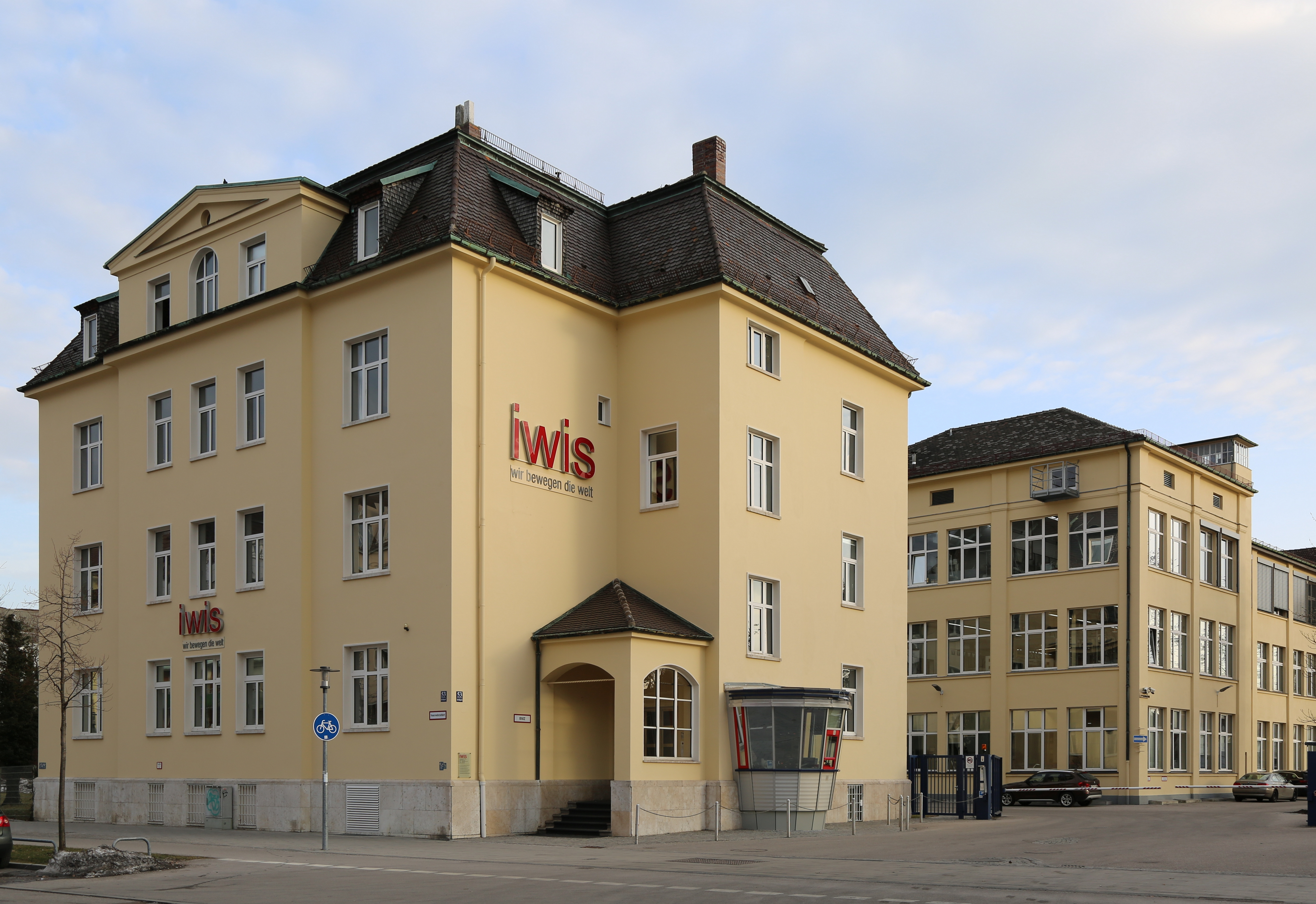
Zentrale von iwis in der Albert-Roßhaupter-Straße

Die zuständige Polizeiinspektion 15 befindet sich in der Treffauerstraße. Im Stadtbezirk ist auch das Kriminalfachdezernat 1 des Polizeipräsidium München angesiedelt. Zu ihm gehört das Kommissariat K11, die Münchner Mordkommission.
Neben der Berufsfeuerwehr ist für die Sicherheit in Sendling-Westpark auch die Abteilung Sendling der Münchner Freiwilligen Feuerwehr zuständig, deren Feuerwehrhaus sich in der Zillertalstraße befindet.
Wichtige Arbeitgeber und Einrichtungen im Bezirk sind das Städtische Altenheim St. Josef, die Lebenshilfe Werkstatt für Behinderte, das Integrationszentrum für Cerebralparesen ICP mit Rehabilitationsschule und Berufsbildungswerk, die Zentralen des ADAC, der AKDB und des TÜV Süd, seit 2003 die Zentralverwaltung der Fraunhofer-Gesellschaft sowie die Kfz-Meldestelle, die Bäckerei Vinzenz Zöttl, die Logistik der Bäckerei Hofpfisterei und das Fundamt der Stadt. Daneben stellen Baufirmen und metallverarbeitende Betriebe einen großen Anteil der Arbeitsplätze, mit iwis für die Herstellung von Präzisionsketten und mechanischer Antriebstechnik für die Automobilindustrie als größtem Arbeitgeber im Stadtbezirk.
Im Bezirk liegen mehrere großflächige Sportanlagen, darunter die für die olympischen Sommerspiele 1972 errichtete Basketballhalle (heute BMW Park), in dem die Basketballmannschaft des FC Bayern München spielt. Außerdem hat der Verein Rot-Weiß München seinen Sitz und seine Anlagen in Sendling-Westpark.
Die Schießstätte der HSG München, Sitz der Königlich privilegierten Hauptschützengesellschaft München 1406, wird in der älteren Literatur als Schießstätte Mittersendling bezeichnet, gehört aber seit der Neuordnung der Stadtbezirke im Jahr 1992 zu Obersendling.

## Baudenkmäler
Aufgrund der späten Entwicklung des Stadtbezirks und der überwiegend einfachen Bebauung, gibt es nur wenige Baudenkmäler in Sendling-Westpark. Seit 2000 wurden mehrere der Kirchen, die im Zuge des Wiederaufbaus mit der Wohnbebauung nach 1945 errichtet wurden, unter Denkmalschutz gestellt.
Liste der Baudenkmäler in München/Sendling-Westpark

## Politik
- Linke: 1
- SPD: 6
- Grüne: 10
- FW/ÖDP: 2
- FDP: 1
- CSU: 7

Der Bezirksausschuss von Sendling-Westpark wurde zuletzt am 15. März 2020 gewählt. Die Sitzverteilung lautet wie folgt: CSU 7, SPD 6, Grüne 10, Freie Wähler 2, Linke 1 und FDP 1. Von den 43.164 stimmberechtigten Einwohnern in Sendling-Westpark haben 20.878 von ihrem Wahlrecht Gebrauch gemacht, womit die Wahlbeteiligung bei 48,4 Prozent lag.

## Statistik
(Stand jeweils am 31. Dezember, Einwohner mit Hauptwohnsitz)
| Jahr | Einwohner | davon Ausländer | Einwohner je km² |
| ---- | --------- | --------------- | ---------------- |
| 2000 | 48.388    | 10.724 (22,2 %) | 6.193            |
| 2001 | 48.608    | 10.846 (22,3 %) | 6.221            |
| 2002 | 48.448    | 10.781 (22,3 %) | 6.201            |
| 2003 | 48.564    | 11.020 (22,7 %) | 6.216            |
| 2004 | 48.669    | 11.127 (22,9 %) | 6.228            |
| 2005 | 49.472    | 11.492 (23,2 %) | 6.330            |
| 2006 | 50.903    | 11.746 (23,1 %) | 6.514            |
| 2007 | 51.745    | 11.830 (22,9 %) | 6.622            |
| 2008 | 52.257    | 12.011 (23,0 %) | 6.687            |
| 2009 | 52.185    | 11.825 (22,7 %) | 6.678            |
| 2010 | 52.495    | 12.220 (23,3 %) | 6.718            |
| 2011 | 53.271    | 12.907 (24,2 %) | 6.817            |
| 2012 | 54.552    | 13.829 (25,4 %) | 6.981            |
| 2013 | 55.405    | 14.445 (26,1 %) | 7.090            |
| 2014 | 56.485    | 15.354 (27,2 %) | 7.228            |
| 2015 | 58.398    | 16.625 (28,5 %) | 7.473            |
| 2016 | 59.175    | 17.026 (28,8 %) | 7.572            |
| 2017 | 59.386    | 16.888 (28,4 %) | 7.599            |
| 2018 | 59.643    | 17.215 (28,9 %) | 7.632            |
| 2019 | 60.498    | 17.817 (29,5 %) | 7.742            |
| 2020 | 60.468    | 17.807 (29,4 %) | 7.738            |
| 2021 | 60.540    | 17.950 (29,6 %) | 7.747            |
| 2022 | 61.702    | 19.127 (31,0 %) | 7.895            |
| 2023 | 62.065    | 19.350 (31,2 %) | 7.942            |
| 2024 | 62.240    | 19.595 (31,5 %) | 7.964            |

Quelle mit weiteren Daten